# Variació lingüística
La variació lingüística és el fenomen que dona compte dels usos diversos d'una llengua, els quals depenen fonamentalment dels factors de temps, espai, grup social i situació comunicativa. És objecte d'estudi de la sociolingüística. Les varietats lingüístiques es contraposen a la llengua estàndard.

## Tipus
Hi ha diferents tipus de variació lingüística que es generen en funció dels factors esmentats. Al mateix temps, aquests factors es classifiquen en dos: els que depenen dels grups humans (temps, espai i grup social), factors que l'individu no pot escollir; i els que depenen de la situació comunicativa, i que un mateix individu pot experimentar una alternança entre diferents varietats. Així, existeixen els tipus de variació següents:
- Depenent del grup humà:
  - Variació històrica o diacrònica. Depèn del factor temps. Les varietats històriques són les diferents varietats que una mateixa llengua ha adoptat al llarg de la seva evolució natural. Per exemple, el català de l'època de Bernat Metge era diferent del de Jacint Verdaguer, i aquest alhora diferent del català del segle xx. L'estudia la gramàtica històrica. Les varietats generacionals també s'inclouen en aquest tipus de variació.
  - Variació dialectal o diatòpica. Depèn del factor espai. Malgrat que es considerin varietats d'una mateixa llengua, el parlar d'una zona pot presentar diferències amb el de la zona contigua, separades sovint per accidents geogràfics (rius, mars, muntanyes...). Per exemple, el català de Mallorca presenta alguns trets diferents que el català del baix Ebre, o del Rosselló. L'estudia la dialectologia.
  - Variació social o diastràtica. Depèn de l'estrat social. Es tracta de les varietats que usen les classes socials diferents, com si fossin dialectes parlats en una mateixa població per grups socials diferents. Malgrat que en la societat occidental del segle XXI no hi hagi una variació gaire marcada, podem observar aquest tipus de variació en societats en què les classes socials formen grups tancats amb poca relació entre si (com el sistema de castes de l'Índia), o en altres èpoques en què la classe alta i la baixa no es mesclaven.
- Depenent de la situació comunicativa:
  - Variació funcional o diafàsica. Depèn de la situació comunicativa. Es tracta dels diferents registres lingüístics, que es classifiquen en formals i informals. El parlant n'escull un o l'altre en funció del tema, la intenció, el canal (oral o escrit), els interlocutors i l'àmbit d'ús.

## Factors que influeixen en l'elecció d'una determinada varietat
- Edat: els joves tendeixen a usar més els registres informals, tenen un argot propi i creen més neologismes.
- Procedència: cada zona té un dialecte propi.
- Professió: hi ha professions amb un lèxic propi especialitzat.
- Nivell d'estudis: a més estudis, més ús dels registres cultes o formals.
- Situació comunicativa: que marca si la parla ha de ser formal o col·loquial, és el factor que més influeix.
- Canal de comunicació: l'escrit acostuma a demanar més formalitat.
- Grau de literarietat: inclou recursos literaris i para més atenció a la llengua.

## Varietats històriques o diacrònica
Les diferents formes de parlar segons el moment temporal. No parla de la mateixa manera una persona del segle xv que una persona del segle XXI. La llengua pateix una evolució al llarg del temps.

## Varietats dialectals o diatòpica
Cadascuna de les modalitats parlades en l'àmbit territorial d'una llengua, caracteritzades perquè posseeixen trets fonètics, morfosintàctics i lèxics específics. En la llengua catalana, la partició dialectal es vertebra en dos grans blocs, que contenen diferents dialectes i subdialectes:
-català oriental (septentrional, central, balear, alguerès)
-català occidental (valencià i nord-occidental)

## Varietats socials o diastràtica
Les maneres característiques de parlar de grups socialment afins, que generen una fraseologia i unes maneres expressives significatives per al grup i que els diferencien d'altres grups socials. Es tracta dels denominats argots.

## Varietats funcionals o registres o diafàsica
Varietats de la llengua determinades per la diferent situació de comunicació. Els factors que caracteritzen els registres són:
-Camp: tema general o específic de què tracta la comunicació.
-Mode: canal oral o escrit de la comunicació.
-To: nivell de formalitat del text (molt formal o solemne, formal, informal o familiar, molt informal o vulgar).

## La norma i l'estàndard
-Llengua normativa: model de llengua que sorgeix a partir del procés de normativització, dut a terme per especialistes i sancionat per una autoritat normativa.
-Normativització lingüística: fixació del codi lingüístic, a partir de la selecció de les formes més comunes de la llengua en els nivells fonètic, morfosintàctic i lèxic.
-Estàndard: varietat lingüística poc marcada per trets temporals, geogràfics o socioculturals i que aporta menys informació per a determinar l'origen dels parlants. És a dir, és la varietat que neutralitza la variació lingüística. Es basa en la llengua normativa. La seva funció és facilitar la comunicació entre parlants de dialectes diversos. S'utilitza en els àmbits d'ús relatius als usos formals i públics de la llengua, s'ensenya a l'escola i es difon a partir dels mitjans de comunicació i en l'ús públic. Admet un cert grau de variació dialectal (modalitats de l'estàndard), més en l'oral que en l'escrit.

## Factors que motiven la variació
Els principals factors que motiven la variació en la parla i que es mostren especialment propicies per a ser analitzades mitjançant la Teoría de l'Acomodació Comunicativa són la classe social, el gènere, l'edat (fenòmens d'identificació generacional i fenòmens d'autocorrecció) i les xarxes socials.

### La classe social
Segons estudis com el de Labov, a les comunitats estratificades hi ha un ús més recurrent de les variants estàndards per part de les classes superiors, mentre que les inferiors utilitzen variants vernacles, és a dir pròpies de la seva contrada, barri o cultura. Aquestes avaluacions promouen associacions classistes que fan que assignem la parla "correcta" a les classes socials superiors. I les variants d'aquesta parla solen coincidir amb les formes estàndards. Així, aquestes formes estàndards són motiu de prestigi: correcte, estatus, autoritat, formal, distintiu i, sobretot, influència. El prestigi lingüístic aleshores incorpora aquests elements.

### Edat i Fenòmens d'identificació generacional
Un dels factors claus en la variació lingüística és l'edat. Un concepte important és el d’age-grading, concepte que inicialment els lingüistes usaven per referir-se a les expressions típiques que es troben en la parla dels infants, que es repeteixen de generació en generació sense passar mai a la parla dels adults.
Actualment però, la noció s'ha estès i ara fa referència a les diferències en el llenguatge que són específiques de les diverses edats dels individus i que contribueixen a singularitzar-los des d'un punt de vista sociolingüístic.
Així, l'ús de formes estigmatitzades o, en tot cas, allunyades de l'estàndard és típic dels parlants més joves que, amb la seva forma peculiar de parlar, mostren la seva identificació amb el grup i la seva oposició als altres. El parlar juvenil afecta tots els nivells d'anàlisi (fonètic, morfològic, etc.), sent el vocabulari el més visible i cridaner. Tot i això, quan els joves arriben a la vintena entren al mercat lingüístic on l'ús de la llengua estàndard adquireix un gran valor, especialment si es treballa en àmbits en què s'espera un domini dels estils més formals. La disminució de l'ús de l'estàndard en les generacions següents resultaria de l'acomodació dels individus al mercat (amb el temps i quan ja ens sentim més còmodes ens relaxem i estem menys atents a les qüestions formals).

### Sexe i gènere
Pel que fa als estudis sobre llengua i gènere, no es té constància comprovada que hi hagi pobles on homes i dones parlin llengües diferents, però sí que és habitual que es puguin identificar trets fonètics, morfològics, lèxics o sintàctics més habituals o específics d'homes i dones.
Labov va formular una sèrie de principis generals que establien generalitzacions al voltant del comportament lingüístic de les dones i classificaven determinades formes lingüístiques dins la categoria de femenines i d'altres dins la de masculines. Aquestes són:
- Principi I. Variables sociolingüístiques estables: les dones usen amb més fre- qüència que els homes les formes estàndard.
- Principi Ia. Variables sociolingüístiques en procés de canvi des de dalt: les dones usen amb més freqüència que els homes les formes estàndards.
- Principi II. Variables sociolingüístiques en procés de canvi des de baix: les dones usen amb més freqüència que els homes les formes innovadores.

### Xarxes Socials
Les xarxes socials es defineixen com a grups relativament petits d'individus que es basen en la freqüència i la qualitat de les interaccions. Classe social, gènere i edat són categories macrosocials, és a dir que agrupen els individus en categories que travessen tota la societat. En contraposició, les xarxes socials són micro, doncs és una forma de veure i entendre com es motiva i es difon el canvi lingüístic en les relacions que les persones mantenen en el seu dia a dia (amb qui treballen, qui són el seus amics i amb quina freqüència els veuen i/ o parlen amb ells, amb qui estudien, etc.).
Així doncs, la professora Lesley Milroy, la primera a aplicar la noció de xarxa social a la sociolingüística, es basava en la teoria de l'intercanvi i les concebia com a mètodes de pressió: el comportament social és una estructura d'intercanvis de bens materials i no materials, com pot ser-ho el prestigi. Amb aquests intercanvis intentem aconseguir sempre uns beneficis, que són igual o superiors al cost que nosaltres hem pagat. Això significa que, quan donem, sempre esperem rebre alguna cosa a canvi i creem, indirectament, una obligació de devolució a la persona que rep. Aquest factor és especialment important quan parlem de convergència en la Teoria de l'Acomodació Lingüística, doncs apunta a la noció utilitarista de les nostres relacions, en les quals voler mostrar una imatge i relació favorable no deixa de ser un gest egoista.